# 505
سنة 505 م (بالأرقام الرومانية: DV) كانت سنة بسيطة تبدأ يوم السبت (الرابط يظهر نموذج الجدول الزمني الكامل للسنة) من التقويم اليولياني. بدأت تسمية السنة ب505 منذ العصور الوسطى المبكرة، عندما أصبح تقويم أنو دوميني هو الأسلوب السائد في أوروبا لتسمية السنوات.

## مواليد
- بيليساريوس
- يعقوب البرادعي قس سوري
- دوروثيوس غزة

## وفيات
- يوأنس الأول (بابا الإسكندرية)